# Gomphostemma leptodon
Gomphostemma leptodon là một loài thực vật có hoa trong họ Hoa môi. Loài này được Dunn mô tả khoa học đầu tiên năm 1913.